# Parti pour la libération du peuple
Le Parti pour la libération du peuple (PLP) est un ancien parti politique sénégalais.

## Histoire
En 1983 Babacar Niang, le bras droit du professeur Cheikh Anta Diop, quitte le Rassemblement national démocratique (RND) et lance son propre parti, le Parti pour la libération du peuple, officiellement créé le 31 août 1983.
Lors des élections municipales et rurales de novembre 1984, en raison d'un mot d'ordre de boycott, le taux de participation est très faible et le PLP est l'un des rares partis à participer au scrutin.
En 1997 il fusionne avec le Rassemblement national démocratique.

## Orientation
Ses objectifs déclarés étaient : « instaurer une démocratie véritable, promouvoir le développement du pays et la justice sociale dans le respect de l’indépendance nationale et du non-alignement ».

## Symboles
Sa couleur était le blanc.

## Organisation
Le siège du parti se trouvait à Dakar.
Son Secrétaire général était Bakhao Sall, aujourd'hui décédé.